# Jerry Weintraub
Jerry Weintraub (Brooklyn, Nova Iorque, 26 de setembro de 1937 - Santa Bárbara, 6 de julho de 2015) foi um produtor de filmes estadunidense e ex-presidente e diretor executivo da United Artists.
Viveu em Palm Desert, Califórnia.
Ficou conhecido por produzir filmes de sucesso tais como: The Karate Kid (1984) e Ocean's Eleven (2001).

## Filmografia
Como produtor, Weintraub produziu alguns filmes:
- Nashville (1975)
- Adeus, Amigos (Diner) (1982)
- Momento da Verdade (The Karate Kid) (1984)
- Momento da Verdade II (The Karate Kid, Part II) (1986)
- Feliz Ano Novo (Happy New Year) (1987)
- A Minha Madrasta é uma Extraterrestre (My Stepmother Is an Alien) (1988)
- Momento da Verdade III (The Karate Kid, Part III) (1989)
- Karate Kid: A Nova Aventura (The Next Karate Kid) (1994)
- O Especialista (The Specialist) (1994)
- Férias em Las Vegas (Vegas Vacation) (1997)
- Os Vingadores (The Avengers) (1998)
- Soldado Implacável (Soldier (filme)) (1998)
- Ocean's Eleven - Façam as Vossas Apostas (Ocean's Eleven) (2001)
- Ocean's Twelve (2004)
- Ocean's Thirteen (2007)
- Nancy Drew (2007)
- Karate Kid (The Karate Kid) (2010)
- Por Detrás do Candelabro (Behind the Candelabra) (2013)
- A Lenda de Tarzan (The Legend of Tarzan) (2016)